# Piper kwashoense
Piper kwashoense är en pepparväxtart som beskrevs av Bunzo Hayata. Piper kwashoense ingår i släktet Piper och familjen pepparväxter. Inga underarter finns listade i Catalogue of Life.